# Tokyo Fuji Art Museum

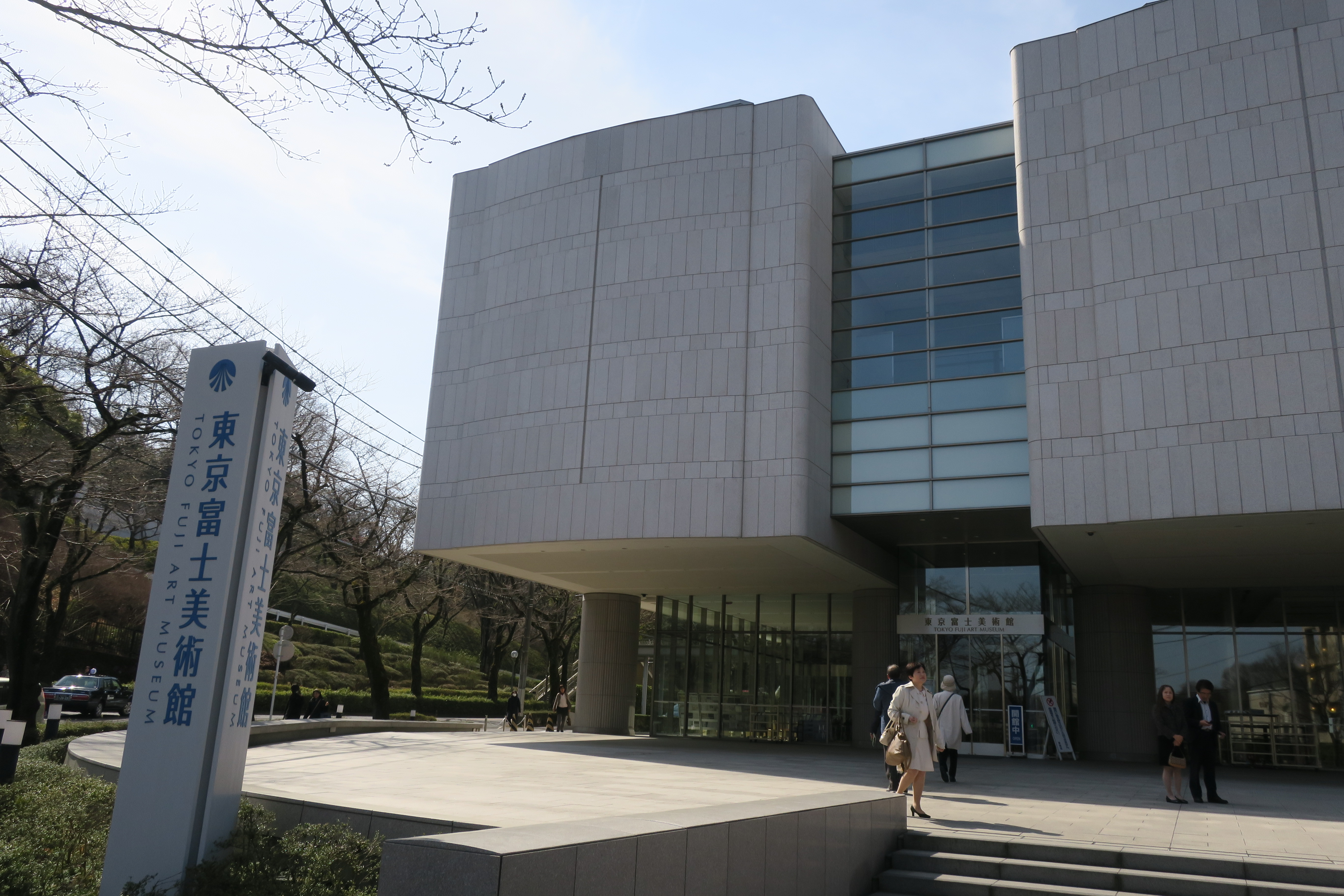
Eingang des Tokyo Fuji Art Museum

Das Tokyo Fuji Art Museum (jap. 東京富士美術館, Tōkyō Fuji bijutsukan) ist ein Kunstmuseum in Hachiōji, Präfektur Tokio. Zur Sammlung gehören Kunst und Kunsthandwerk aus verschiedenen Epochen und Kulturen, wobei Kunstwerke aus Japan und Europa den Schwerpunkt bilden.

## Geschichte
Das Museum wurde 1983 von Daisaku Ikeda in Hachiōji, einem Vorort von Tokio begründet. Daisaku Ikeda ist der Präsident der Soka Gakkai International, einer buddhistischen Glaubensgemeinschaft. Nach Selbstverständnis der Glaubensgemeinschaft soll das Museum der „Verbreitung von Frieden, Kultur und Erziehung“ dienen. Zu diesem Zweck wurden zudem die Sōka-Universität, die Konzertvereinigung Minshu Ongaku Kyōkai und ein Institut für Orientalische Philosophie begründet. Das Museum befindet sich in einem zu diesem Zweck Anfang der 1980er Jahre errichteten Neubau, zu dem ein Skulpturengarten gehört. Das Museum zeigt in seiner ständigen Sammlung etwa 4.000 Objekte. Darüber hinaus präsentiert es in Wechselausstellungen weitere Kunstwerke aus eigenen Beständen oder von anderen Museen aus dem In- und Ausland.

## Sammlung
Die Museumssammlung umfasst mehr als 25.000 Objekte. Hierzu gehören so unterschiedliche Gegenstände wie Medaillons, Lackarbeiten, historische Rüstungen und Waffen, Keramiken, Skulpturen, Gemälde, Drucke und Fotografien. Zu den ältesten Kunstwerken im Museum gehören die Exponate der Keramiksammlung: Neben alter chinesischer Keramik, finden sich hier auch einzelne Stücke aus dem antiken Ägypten, Griechenland und Persien. Beispielhaft für den kulturellen Austausch in der Antike ist eine im Museum befindliche römische Herkules-Statue, die nach einem Vorbild des griechischen Bildhauers Lysipp entstand. Neben einigen Beispielen japanischer Malerei besitzt das Museum eine der umfangreichsten Sammlungen europäischer Malerei in Japan.

### Japanische Malerei und Druckgrafik
Die verschiedenartigen Ausdrucksformen japanischer Kunst werden im Museum gleichberechtigt miteinander präsentiert. So sind hier neben Rüstungen, Lackarbeiten und anderem Kunsthandwerk Beispiele japanischer Malerei und Farbholzschnitte zu sehen. Zu den ausgestellten Künstlern gehören Yusetsu Kaiho, von dem das Museum ein Schlachtengemälde besitzt, Soga Shōhaku, der mit einem Kranichmotiv zu sehen ist und Suzuki Kiitsu mit Windgott und Donnergott und Mond mit Blütenzweigen. Weitere Künstler sind z. B. Kitagawa Utamaro mit dem Druck Auf meinen Schwur, Tōshūsai Sharaku mit Der Schauspieler Ichikawa Ebizō IV. als Takemura Sadanoshin, und Utagawa Hiroshige mit den Werken Garten der Pflaumenbäume in Kameido und Regenschauer über der großen Brücke in Atake. Zu den bekanntesten japanischen Kunstwerken im Museum gehören die Bilder Gewitter unterhalb des Gipfels, Klare Morgendämmerung bei Südwind (bekannt als Roter Fuji) und Die große Welle vor Kanagawa aus der Serie „36 Ansichten des Berges Fuji“ von Katsushika Hokusai.

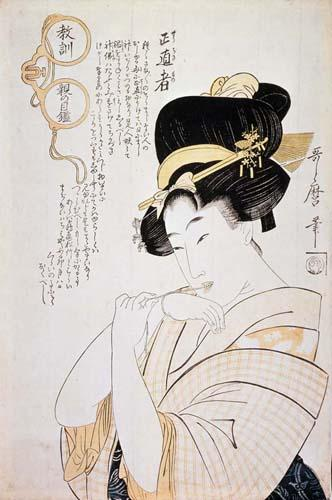
Kitagawa Utamaro: Auf meinen Schwur, 1802
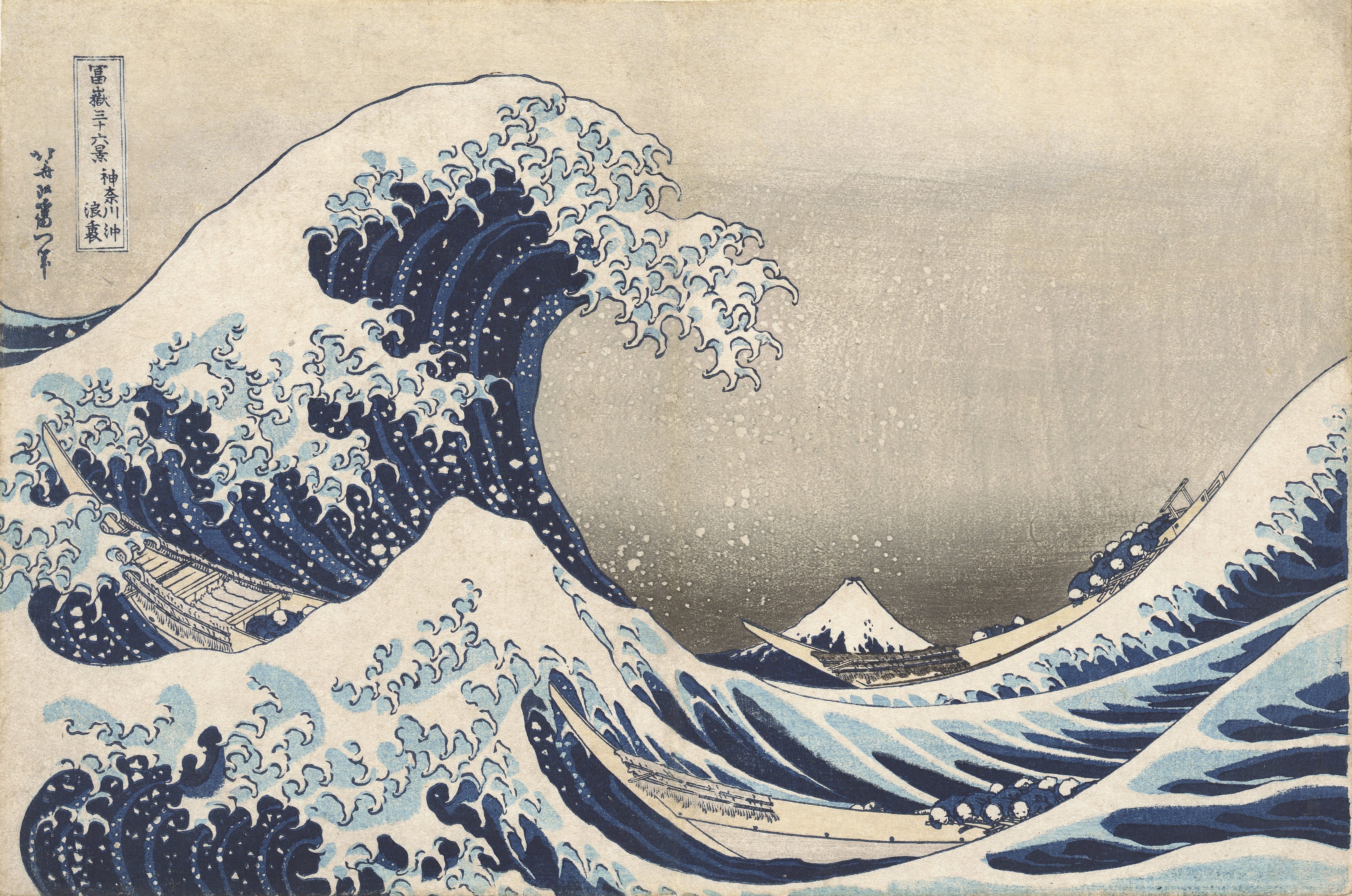
Katsushika Hokusai: Die große Welle vor Kanagawa, 1830
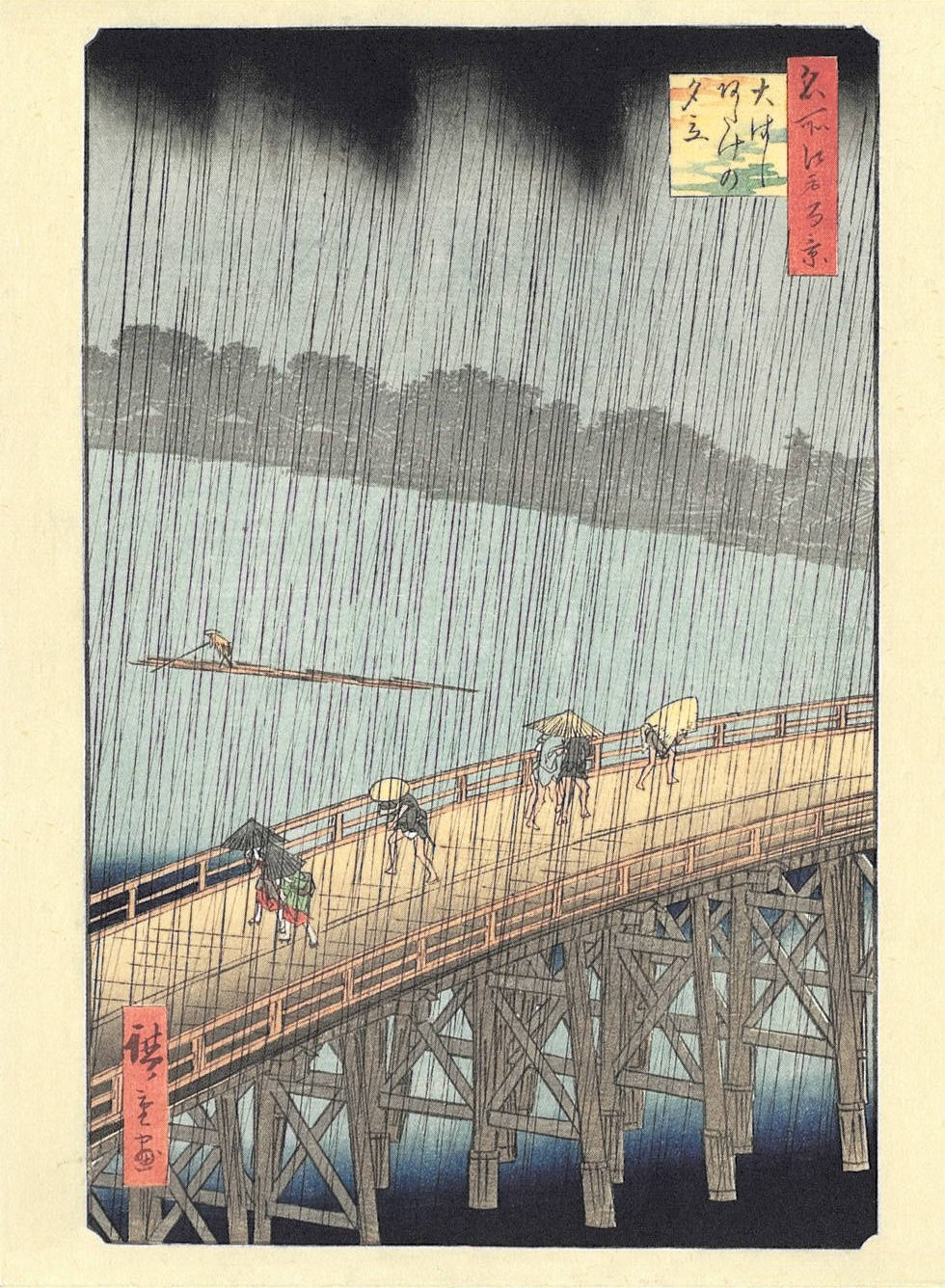
Utagawa Hiroshige: Regenschauer über der großen Brücke in Atake, 1856

### Altdeutsche Malerei
Besonders ungewöhnliche für ein Museum in Asien ist das Sammlungsgebiet Altdeutsche Malerei. Zwar finden sich hier nur wenige, dafür jedoch hochkarätige Sammlungsstücke. Hierzu gehören der um 1530 entstandene Gebirgszug von Albrecht Altdorfer ebenso, wie das Bildnis eines Edelmann von Bernhard Strigel. Zwei sächsische Herrscherporträts von namhaften Künstlern ergänzen dieses Sammlungsgebiet. Neben dem Porträt des Kurfürst Friedrich III. von Sachsen von Michael Ostendorfer besitzt das Museum ein Bildnis des Kurfürst Johann Friedrich I von Sachsen von Lucas Cranach dem Älteren.

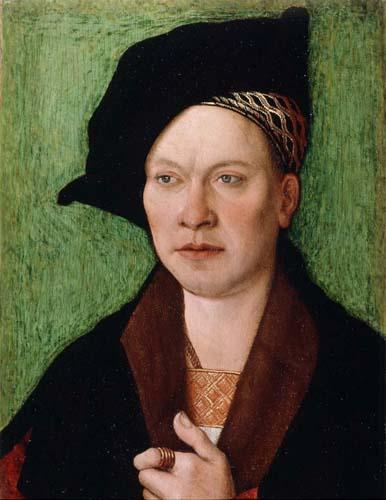
Bernard Strigel: Bildnis eines Edelmann, 1520
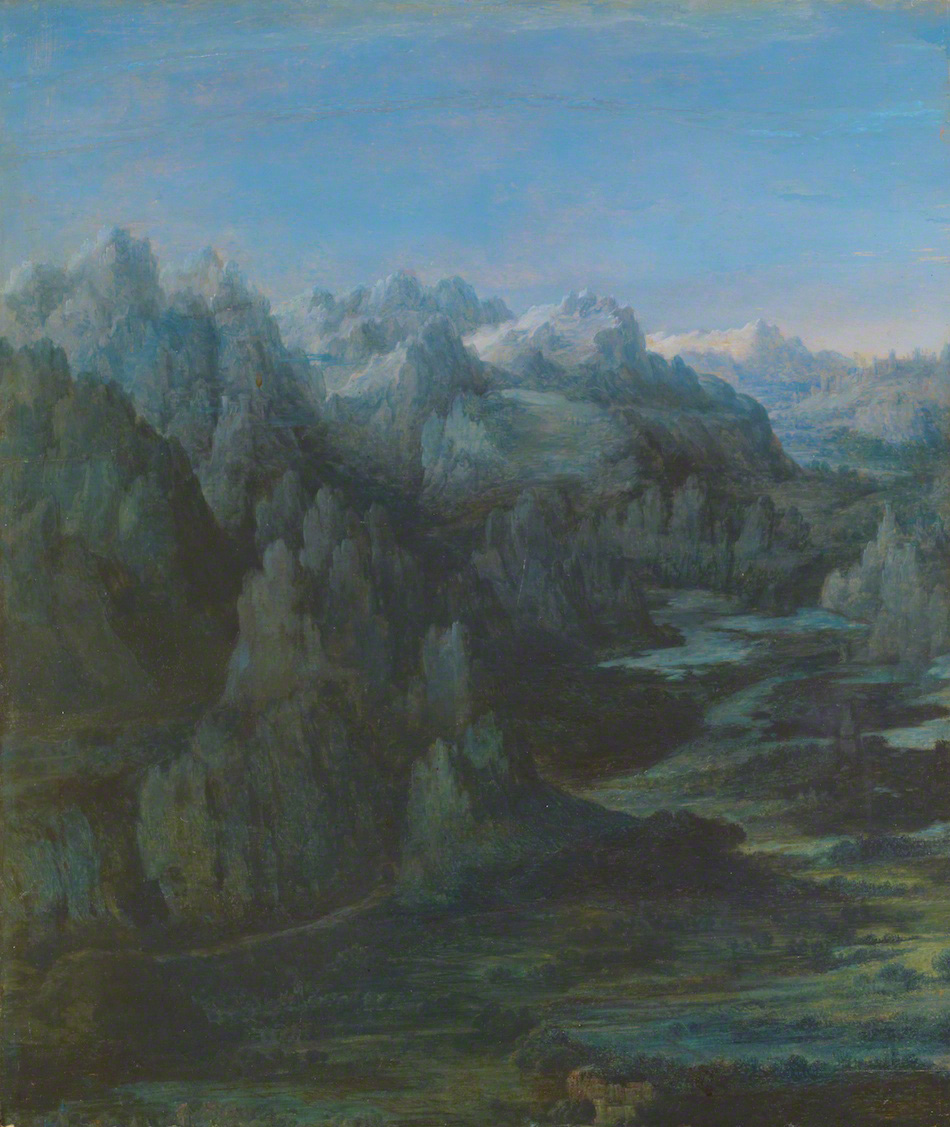
Albrecht Altdorfer: Gebirgszug, 1530
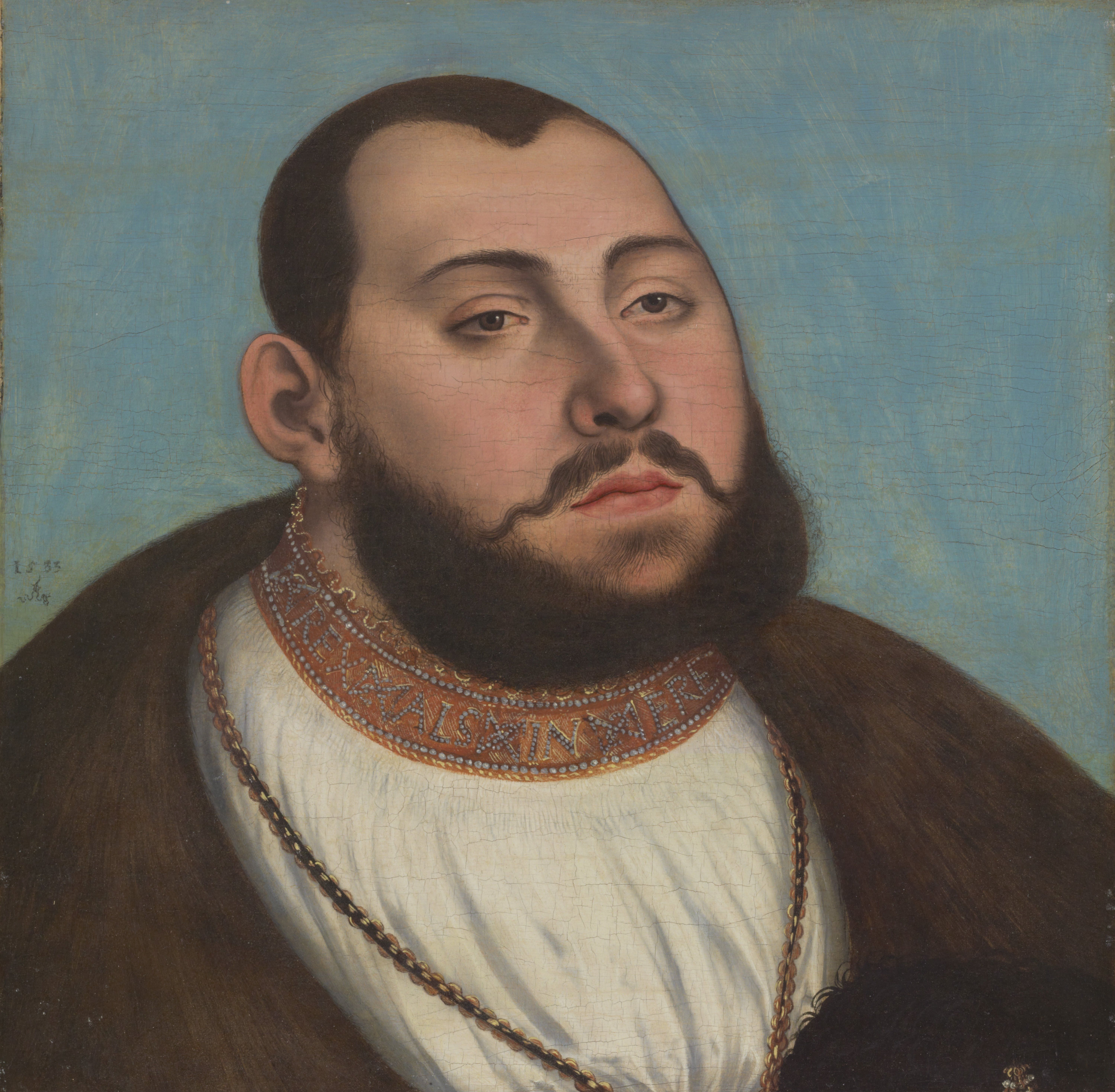
Lucas Cranach d. Ä.: Johann Friedrich I von Sachsen, 1533
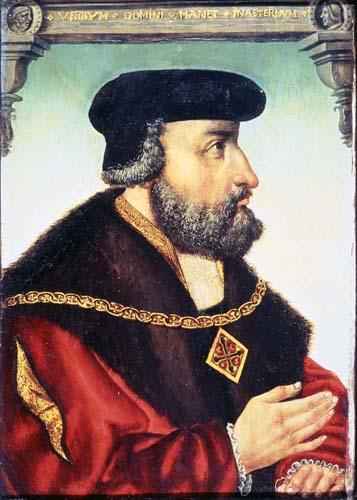
Michael Ostendorfer: Porträt des Kurfürst Friedrich III. von Sachsen, 16. Jh.

### Italienische Malerei
Zu den frühesten Beispielen italienischer Malerei im Museum gehört das um 1507 entstandene Bildnis eines Prokurators des venezianischen Künstlers Giovanni Bellini. Von Francesco Ubertini zeigt das Museum das Porträt der Vittoria Colonna. Eine Szene aus dem Leben Alexander des Großen ist das Motiv auf einem Gemälde von Bernardo Strozzi, wohingegen von Paolo Veronese Ein Junge und ein Page und von Jacopo Tintoretto ein Porträt eines Sammlers zu sehen sind.
Die neuere italienische Malerei beginnt im Museum mit Pietro Benvenuti und seinem 1810 entstandenen Porträt von Napoleon, einen Brief lesend. Beispiele für die akademische Malerei des 19. Jahrhunderts in Italien sind das Kinderporträt Der Seidendivan von Michele Gordigiani und das 1886 entstandene Gemälde Frau mit Mandoline von Eugenio Zampighi. Das wenige Jahre später entstandene Porträt Dr. Paul Alexandre von Amedeo Modigliani steht hingegen für einen künstlerischen Neubeginn.

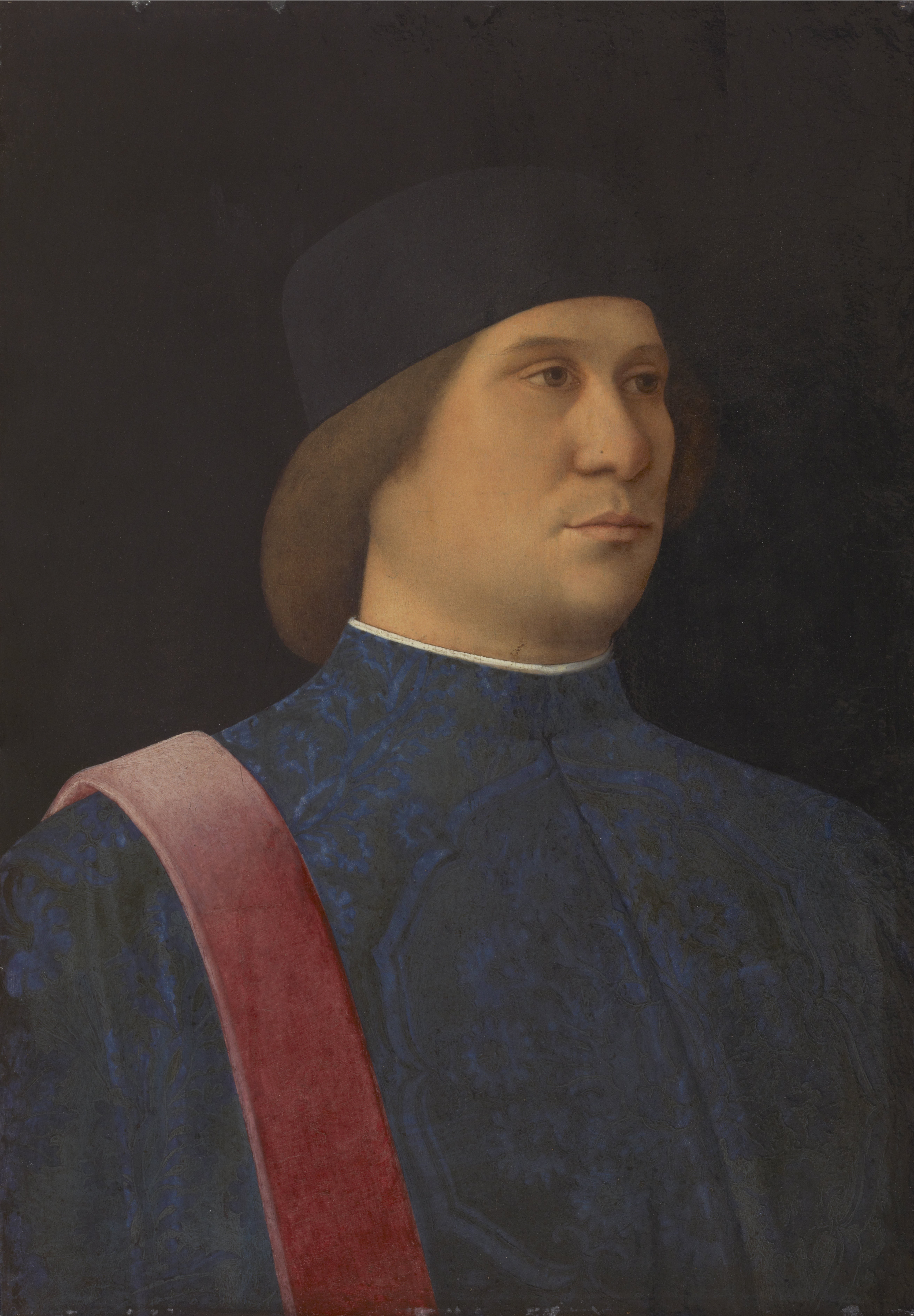
Giovanni Bellini: Bildnis eines Prokurators, 1507
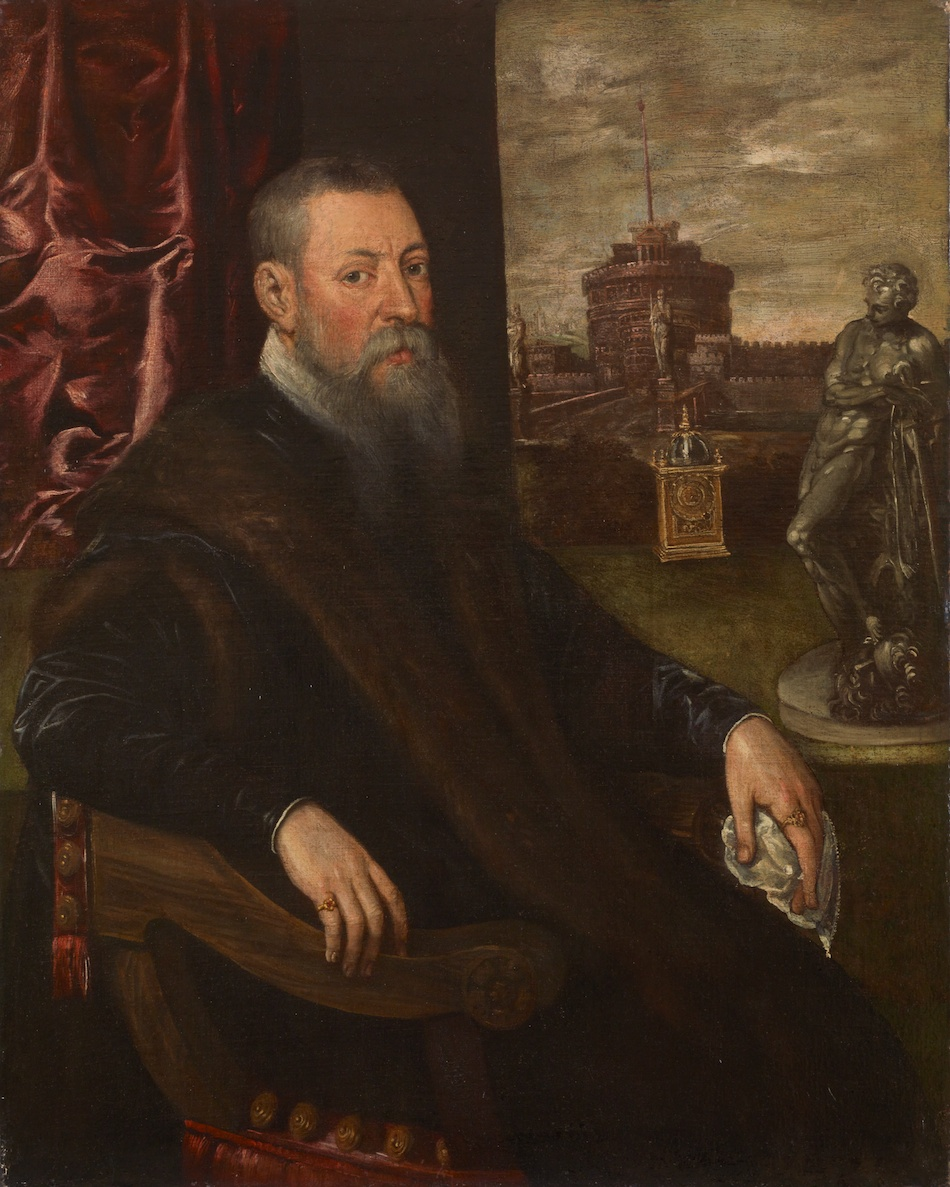
Jacopo Tintoretto: Porträt eines Sammlers, 1560–65
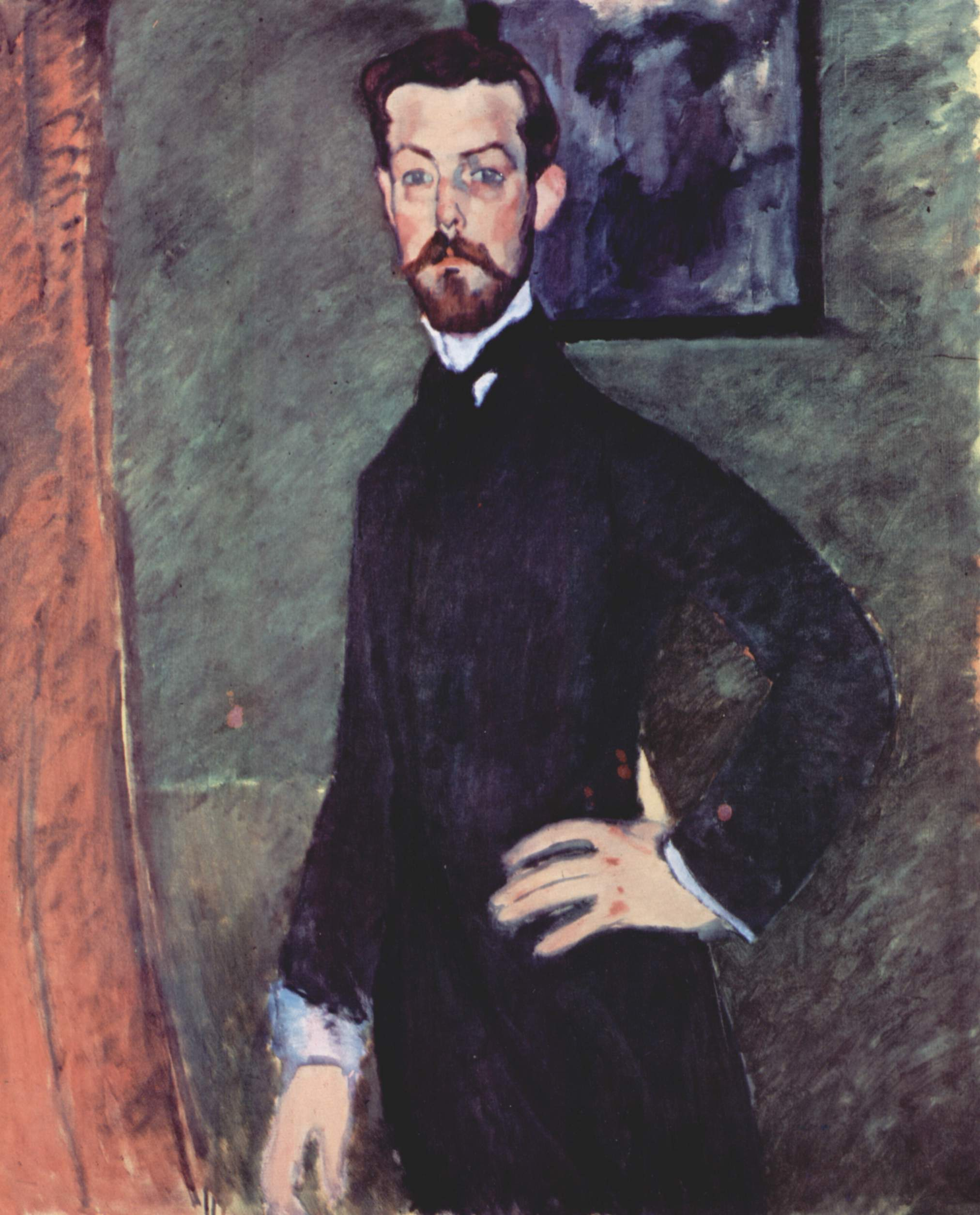
Amadeo Modigliani: Porträt Dr. Paul Alexandre, 1909

### Österreichische Malerei
Nur mit zwei Beispielen ist die österreichische Malerei im Museum zu sehen. Beide Werke stammen aus dem 19. Jahrhundert und zeigen die künstlerischen Veränderungen dieser Zeit. Das 1816 entstandene Familienporträt vom Karl Jakob Theodor Leybold ist noch völlig der klassischen Malerei verpflichtet, während der Mädchenkopf von Gustav Klimt aus dem Jahr 1880 den Aufbruch zur österreichischen Moderne markiert.

### Flämische und Niederländische Malerei
Die Flämische Malerei ist im Museum zwar mit großen Namen, aber meist mit weniger bedeutenden Arbeiten im Museum vertreten. Hierzu gehören Landschaft mit Bauern auf dem Weg zum Markt von Jan Brueghel der Ältere, Bauernhochzeit und Jäger im Schnee von Pieter Brueghel der Jüngere und Die Hochzeit des Konstantin von Peter Paul Rubens. Darüber hinaus besitzt das Museum ein Gastmahl von Frans II Francken und zwei sehr typische Auftragsporträts von Anthonis van Dyck; das Porträt der Amalia von Solms-Braunfels und das Porträt der Anne Carr, Countess of Bedford.
Die Malerei der Niederlande ist im Museum mit unterschiedlichen Gattungen zu sehen. So finden sich mythologische Themen in den Bildern Herkules und Omphale von Theodoor van Thulden und Natan ermahnt König David von Arent de Gelder, Porträts wie Mädchen mit der Puppe von Govaert Flinck und Porträt eines Mannes von Frans Hals, sowie Landschaftsbilder von Jan van Goyen, Willem de Heusch und Salomon van Ruysdael. In der Tradition dieser altniederländischen Vorbilder steht auch das Bauernhaus mit Bäuerin bei der Feldarbeit von Vincent van Gogh aus dem Jahr 1885, wohingegen sich Ein römisches Atelier von Lawrence Alma-Tadema aus dem Jahr 1874 eher an der französischen Akademischen Malerei des 19. Jahrhunderts orientiert.

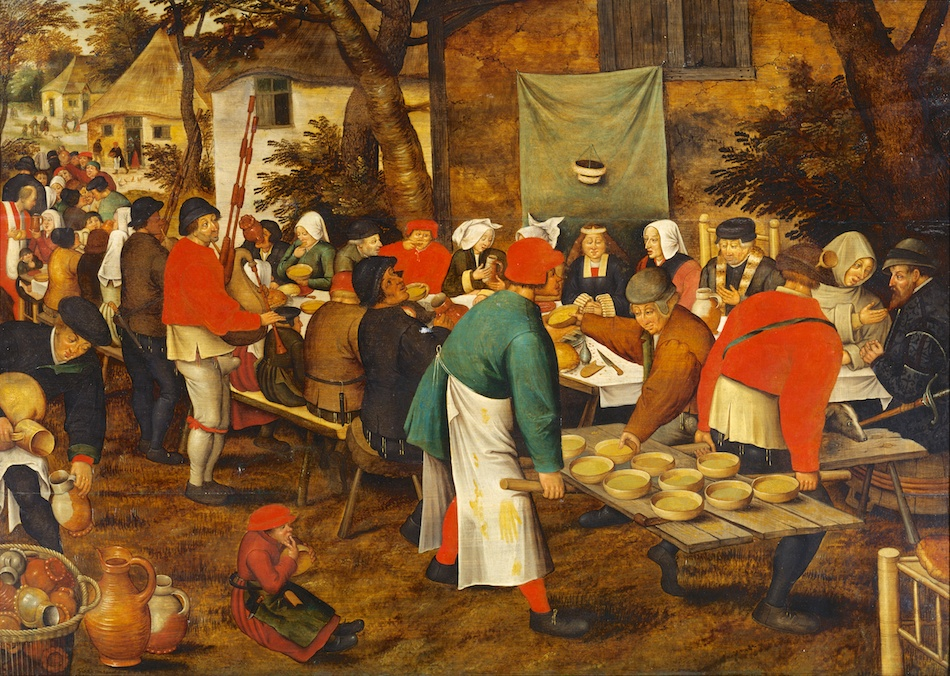
Pieter Bruegel d. J.: Bauernhochzeit, 1630
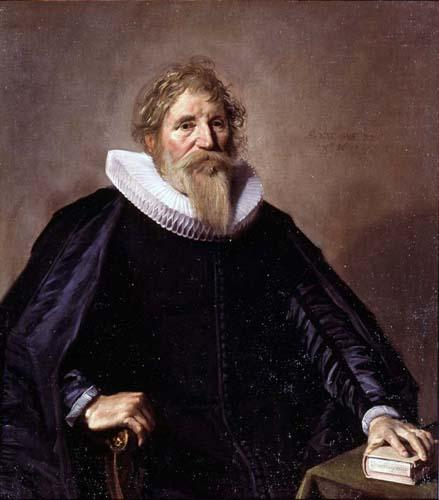
Frans Hals: Porträt eines Mannes, 1633

### Englische Malerei
Berühmten Namen finden sich auch in der Sammlung englischer Malerei im Museum. So gibt es von Joshua Reynolds ein Mädchen mit ihrem Hund und von Thomas Lawrence The Prince Regent, ein Porträt des späteren Königs Georg IV. Von William Turner besitzt das Museum Helvoetsluys; the city of Utrecht, 64, going to sea und Seascape with a Squall Coming Up.

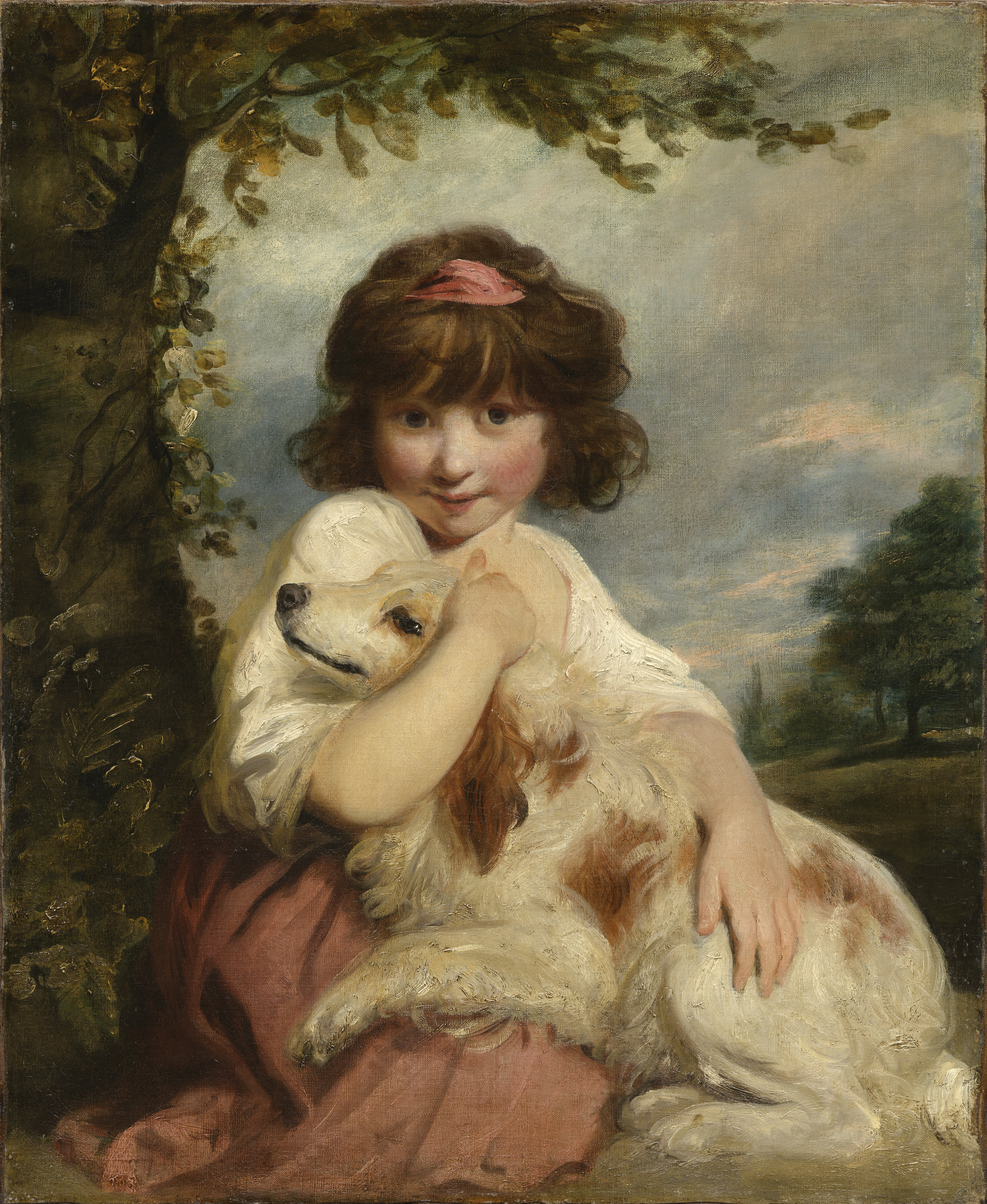
Joshua Reynolds: Mädchen mit ihrem Hund, 1780
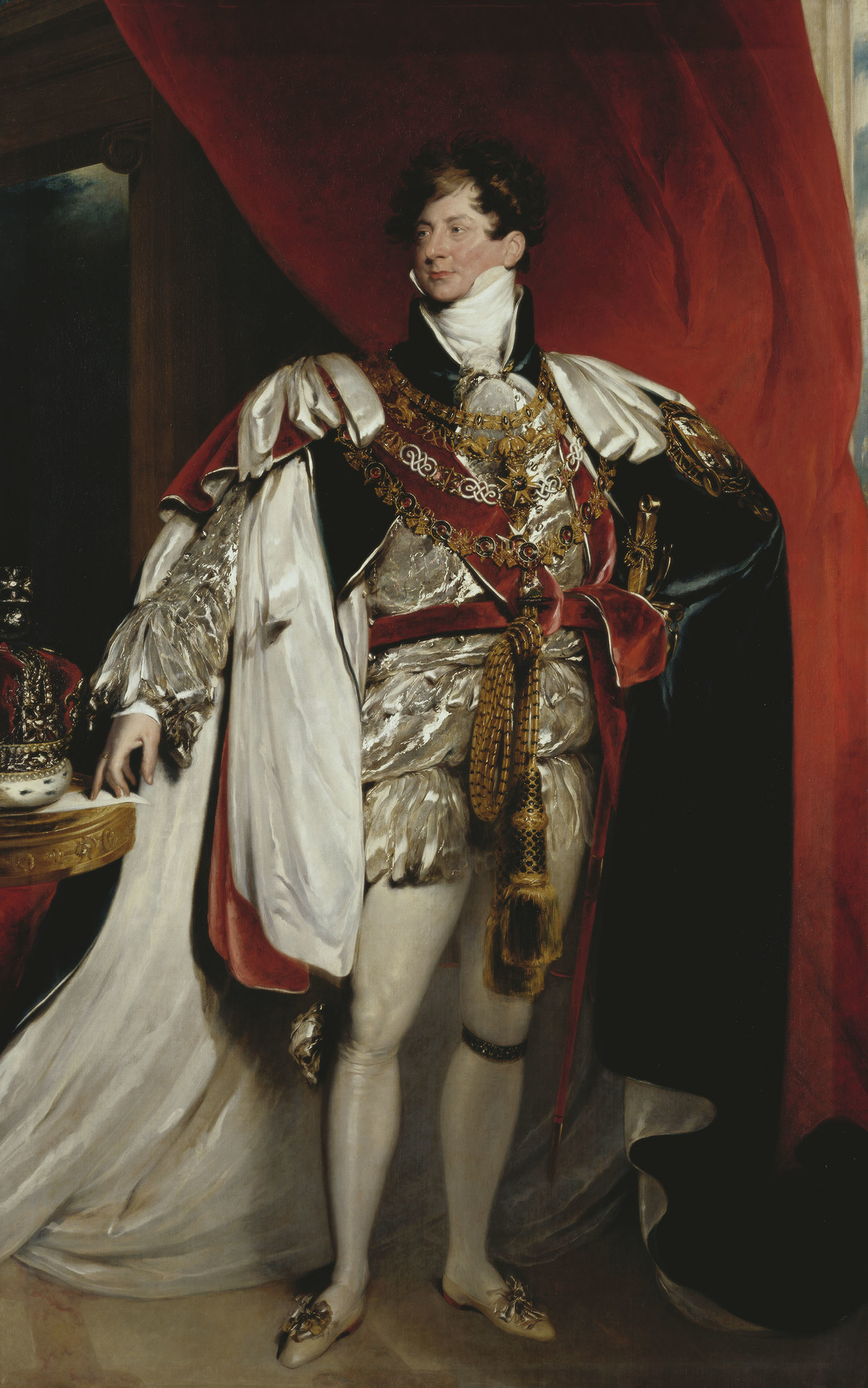
Thomas Lawrence: The Prince Regent, 1811–20

### Französische Malerei
Besonders umfangreich ist die Sammlung französischer Malerei im Museum. Zu den frühesten Arbeiten gehören hierbei zwei Porträts von François Clouet. Neben einem 1553 entstanden Porträt von König Heinrich II. ist ein Bildnis eines jungen Reiters auf 1560 datiert. Hieran schließt sich zeitlich ein um 1600 entstandenes Bildnis einer Flora von Ambroise Dubois an. Weitere französische Barockbilder sind ein Blumenstillleben von Jean Baptiste Monnoyer, Rinaldo und Armida von Nicolas Mignard, eine Waldlandschaft mit Bach von Claude Lorrain und der Raucher von Georges de la Tour. Das anschließende Rokoko ist im Museum mit den Arbeiten Fruchtbarkeit von Jean-Honoré Fragonard, Ansicht der Brücke mit Sphinxen von Hubert Robert, Schiffswrack an der Felsküste von Jean-Baptiste Pillement, Der Zeichenunterricht von Jean Siméon Chardin, dem Porträt Antoine de la Roque von Antoine Watteau, drei Frauenbildnissen von Jean-Marc Nattier sowie drei typischen Rokokobildern von François Boucher vertreten.
Dem Klassizismus zuzurechnen sind das Porträt der Prinzessin Jussupow von Élisabeth Vigée-Lebrun, das Porträt des Louis-Eugène d'Etchegoyen von Antoine-Jean Gros, das Porträt Napoleon I. und das Porträt der Madame Bessieres von Robert Lefèvre sowie Die Schlacht von Mont Thabor von Jacques François Swebach. Von der nachfolgenden Künstlergeneration zeigt das Museum die Landschaft mit Ziege und Schaf von Théodore Géricault und Kürassier mit einem Pferd und Don Quijote in seiner Bibliothek von Eugène Delacroix.
Eine kleine Gruppe von Bildern widmet sich der Schule von Barbizon. Zu sehen sind Rinderherde von Constant Troyon, Die Gänsemagd und Porträt eines Mannes von Jean-François Millet, Küste bei Villerville von Charles-François Daubigny sowie von Jean-Baptiste Camille Corot die Gemälde Ein nachdenkliches Mädchen und Judith. Etwa zeitgleich entstand ein Bild der Serie Meereswelle von Gustave Courbet und ein für Henri Fantin-Latour typisches Stillleben mit Weintrauben und Pfirsich. Beispiele für die im 19. Jahrhundert sehr erfolgreiche akademische Salonmalerei sind Die Fischerstochter von William Adolphe Bouguereau und das Damenporträt Toilette von Jules James Rougeron.
Die Malerei des Impressionismus ist in diesem Museum, wie in zahlreichen japanischen Museen für westliche Kunst, mit zahlreichen Spitzenwerken vertreten. Von Édouard Manet besitzt das Museum La Promenade, Porträt Mme Gamby und von Pierre-Auguste Renoir die Werke Junge Frau im roten Kleid und Lesende Frau. Hinzu kommen Kühe auf der Weide, Louveciennes von Alfred Sisley, Auf der Terrasse und Mädchen im rosa Kleid von Berthe Morisot sowie zwei Landschaftsbilder und eine Ansicht des Londoner Hyde Parks von Camille Pissarro. Von Claude Monet besitzt das Museum drei Gemälde; neben Schiff am Strand und Küste und Kliff von Pourville am Morgen gehört auch ein Bild der Seerosenserie zur Sammlung. Weitere Bilder dieses Sammlungsgebietes sind Bauernhaus in Vaudreuil von Gustave Loiseau, Balletttänzerinnen von Edgar Degas und von der in Frankreich lebenden Amerikanerin Mary Cassatt die Bilder Mädchen in Rosa mit Fächer und Porträt der Gräfin Morel d’Arleux mit ihrem Sohn.
Von den nachfolgenden Künstlergenerationen sind es vor allem Gemälde aus den ersten Dekaden des 20. Jahrhunderts, die den Weg in die Museumssammlung fanden. Hierzu gehören Picknick im Wald, Gerberoy und Gasse in der Dämmerung von Henri Le Sidaner, Rue Norvin; Montmartre und Moulin de la Galette von Maurice Utrillo, Landschaft mit Blick auf die Zitadelle von Semur Semur-en-Auxois von Émile Bernard, das Blumenstillleben Anemone von Raoul Dufy und ein weiterer Blumenstrauß von Moise Kisling, von Albert Marquet eine Ansicht des Hafens von Toulon, von Édouard Vuillard eine Frau mit Kindern und von Henri Martin den Garten des Künstlers, Blick aus dem Atelier sowie ein Landschaftsbild.

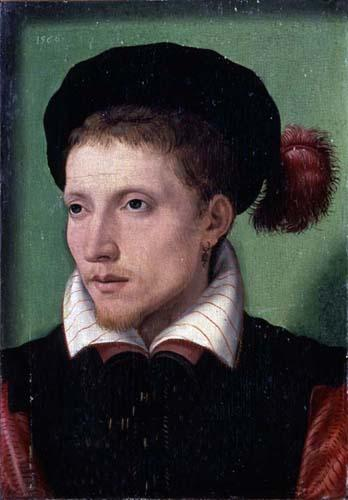
François Clouet: Bildnis eines jungen Reiters, 1560
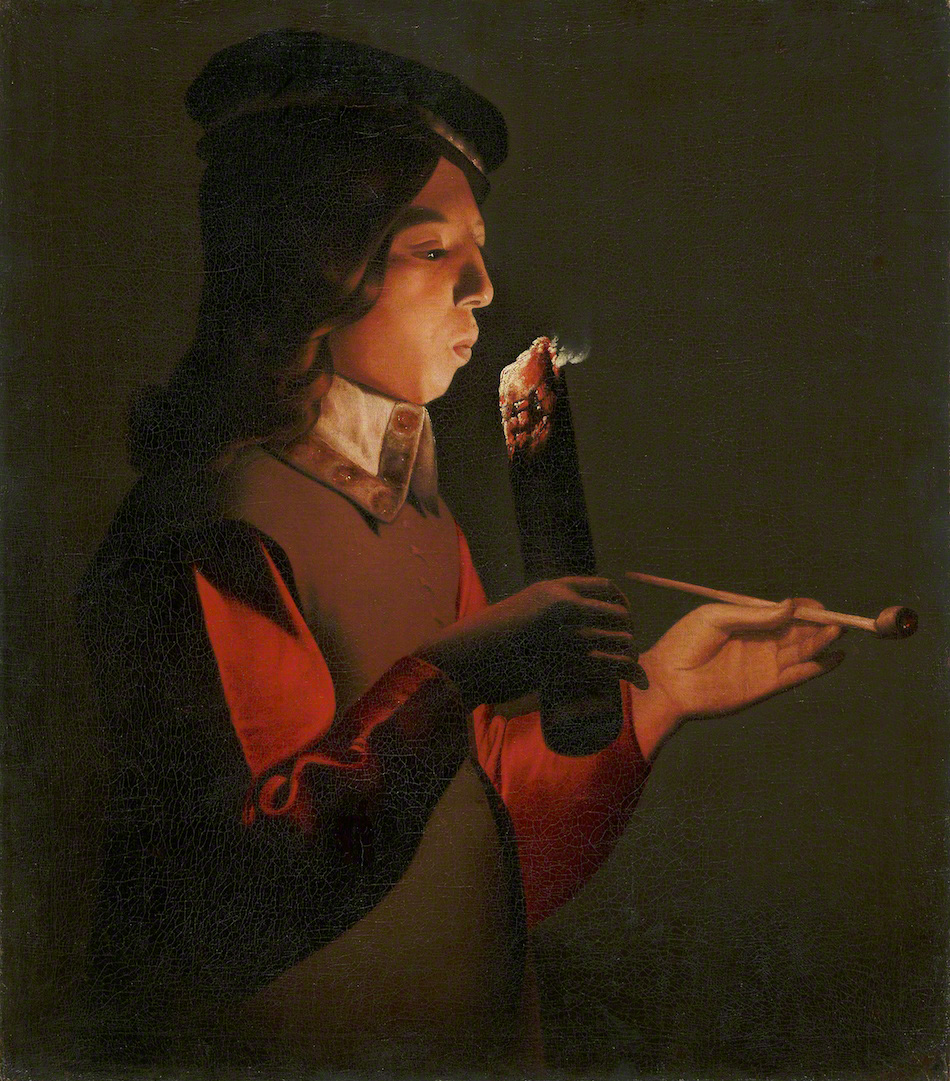
Georges de La Tour: Raucher, 1646
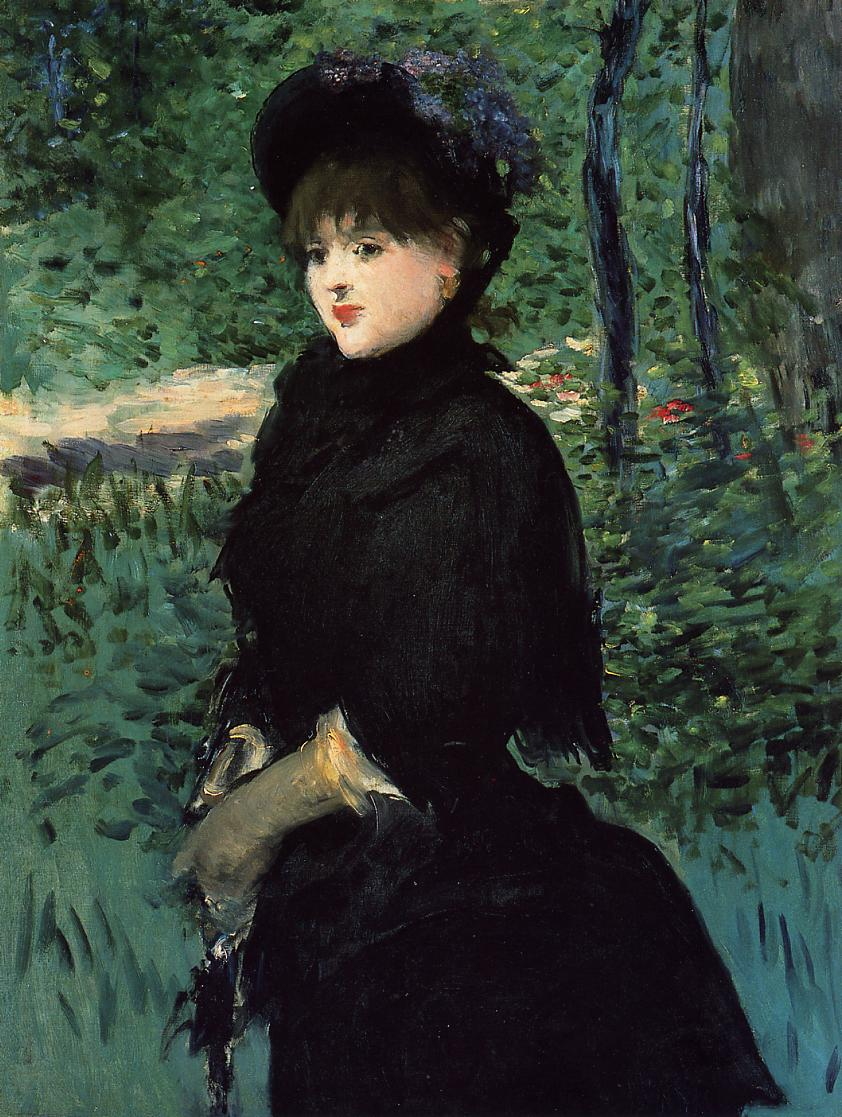
Édouard Manet: La Promenade, Mme Gamby, 1880
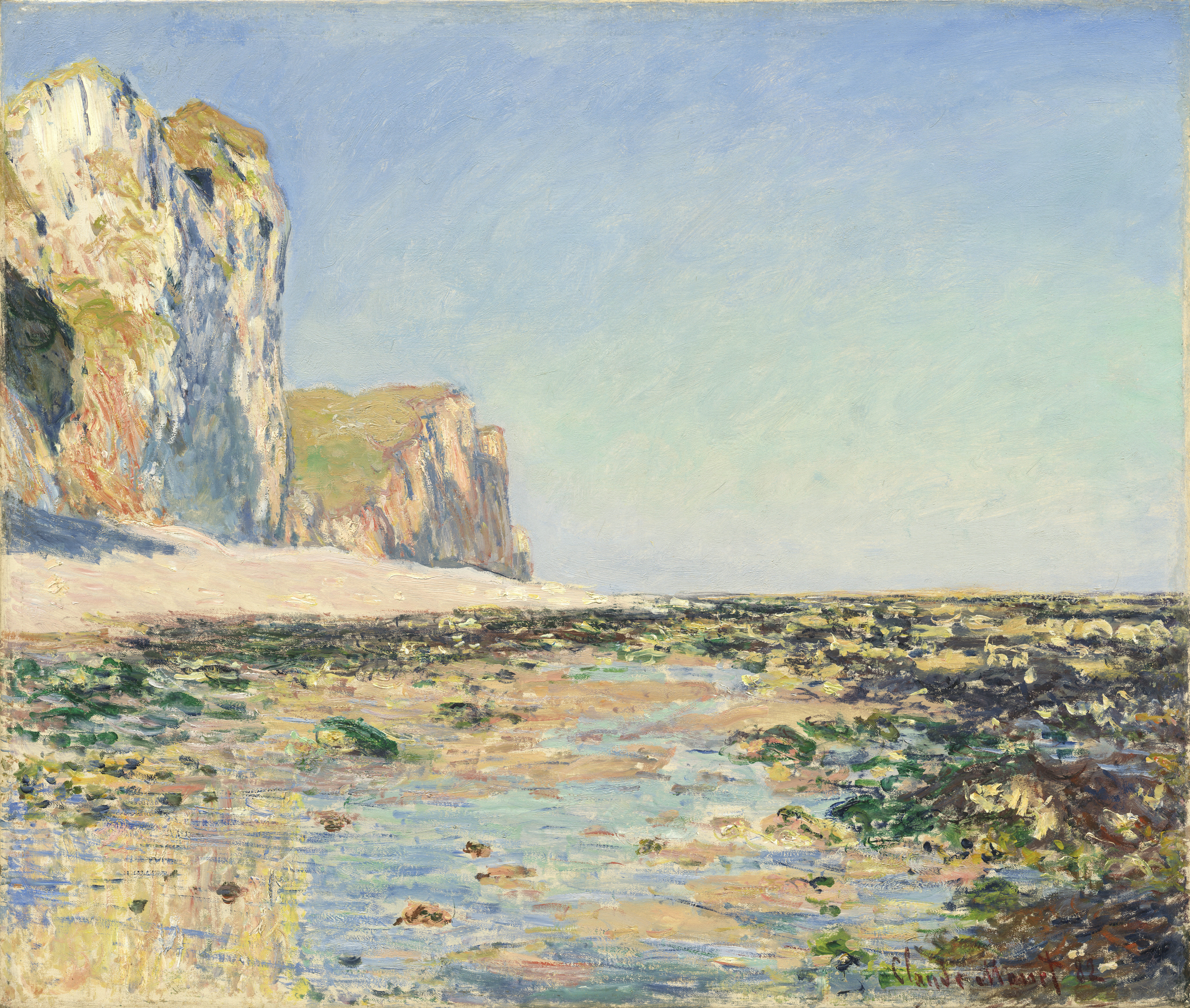
Claude Monet: Küste und Kliff von Pourville am Morgen, 1882

### Skulpturen
Sehr viel kleiner als die Gemäldesammlung des Museums ist der Bestand an europäischer Skulptur. Zu den herausragenden Stücken gehört hierbei eine um 1560 entstandene Neptun-Figur von Giovanni Bologna. Etwa 200 Jahre jünger ist eine Kinderbüste von Jean-Baptiste Lemoyne. Hieran schließt sich zeitlich eine um 1798 entstandene Napoleon-Skulptur von Charles-Louis Corbet an. Um 1882 entstanden ist die Skulptur Die Erziehung von Charles Henri Joseph Cordier. Zudem besitzt das Museum zwei Skulpturen von Auguste Rodin, drei weibliche Skulpturen von Aristide Maillol sowie fünf Anfang des 20. Jahrhunderts entstandene Werke von Antoine Bourdelle.